# Gaianes
Gaianes és un municipi del País Valencià que pertany a la comarca del Comtat i a la província d'Alacant.

## Història
Es tracta d'una població d'origen musulmà, conquistada per Jaume I al voltant de 1244. Posteriorment fou propietat de Ximén Roís de Corella, comte de Cocentaina. En 1535, l'església aconseguí la independència de la de Cocentaina i s'erigí en parròquia. En Gastó, successor de Ximén Roís de Corella, atorgà carta pobla al municipi en 1611. Després de l'expulsió dels 279 moriscs que hi vivien el poble va quedar desert. Des de 1893 a 1969 hi tingué parada el tren Alcoi-Gandia, el popular xitxarra.

## Geografia

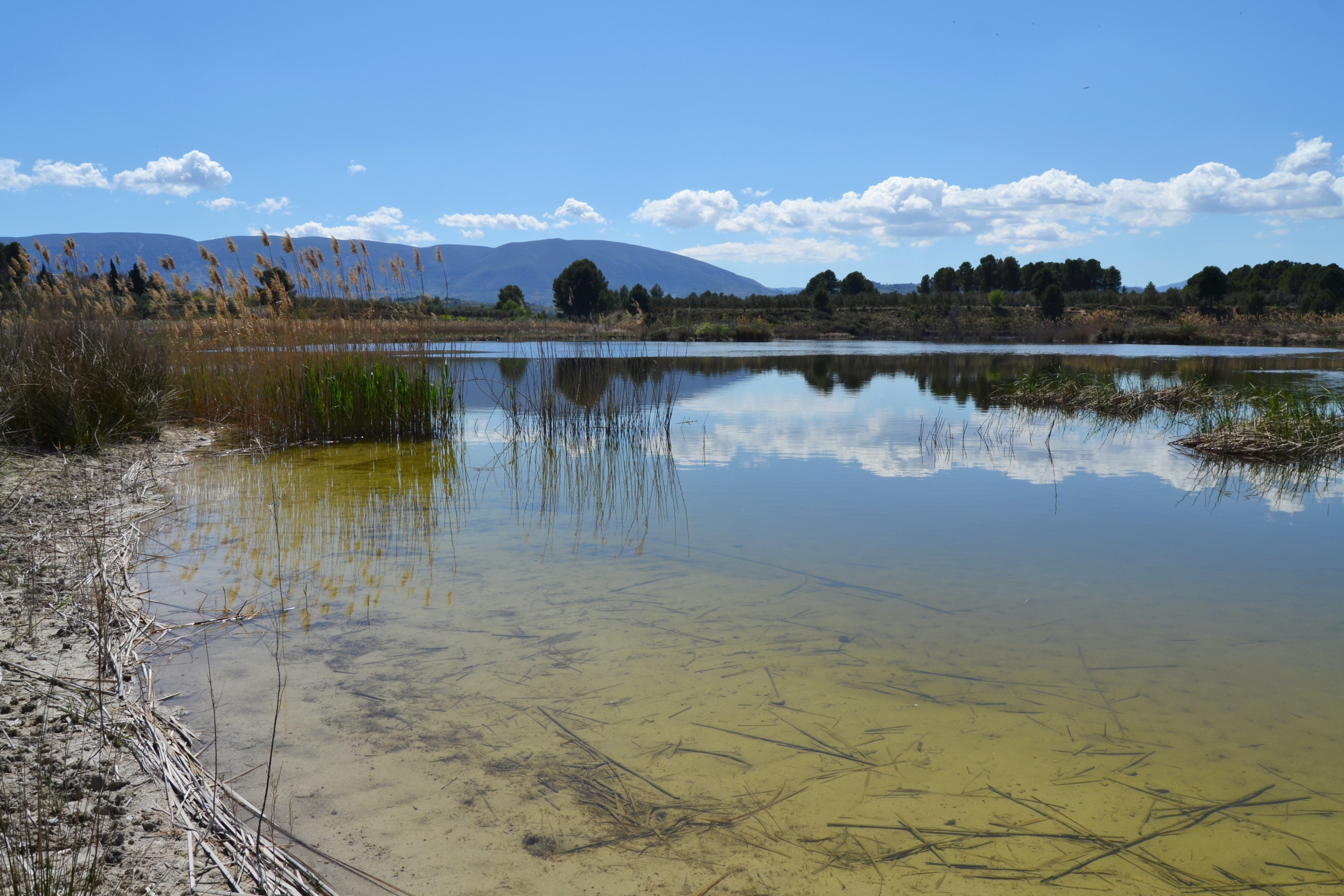
Albufera de Gaianes

Gaianes és a la comarca de la vall de Perputxent. El terme, ubicat a les faldes de la serra del Benicadell i solcat pel Serpis, abasta 9,6 km² i, entre els seus encants, figura ser el millor punt de partida per a l'ascensió al mític cim on es pot contemplar, a més a més d'impressionants vistes, una antiga nevera.

## Demografia i economia
Segons les dades de 2007 la població és de 376 habitants, seguint una tendència alcista durant els últims anys. Del total, només 2 habitants eren nascuts fora de l'estat. La riquesa de Gaianes s'ha basat tradicionalment en l'agricultura de secà. Actualment, la principal font d'ingressos de la població prové de diverses indústries del sector tèxtil i paperer, tradicionals al País Valencià, localitzades recentment al municipi.
| Població | 643 | 644 | 571 | 588 | 557 | 570 | 494 | 442 | 355 | 317 | 298 | 347 | 376 | 445 |

## Política i govern

### Composició de la Corporació Municipal
El Ple de l'Ajuntament està format per 7 regidors. En les eleccions municipals de 26 de maig de 2019 foren elegits 4 regidors de Compromís per Gaianes (Compromís), 2 del Partit Socialista del País Valencià (PSPV-PSOE) i 1 del Partit Popular (PP).
| Eleccions municipals de 26 de maig de 2019 - Gaianes                                                                         |                                          |                                     |                                     |      |          |          |
| Candidatura | Candidatura                              | Candidatura                         | Cap de llista                       | Vots | Vots     | Regidors |
| | Compromís per Gaianes                    |                                     | Agustín Martínez Torregrosa         | 171  | 54,63%   | 4 ()     |
| | Partit Socialista del País Valencià-PSOE |                                     | Clara Pastor Navarro                | 102  | 32,59%   | 2 ()     |
| | Partit Popular                           |                                     | Carolina Pastor Pérez               | 35   | 11,18%   | 1 ()     |
| | Vots en blanc                            |                                     |                                     | 5    | 1,60%    |          |
| Total vots vàlids i regidors                                                                                                 | Total vots vàlids i regidors             | Total vots vàlids i regidors        | Total vots vàlids i regidors        | 313  | 100 %    | 7        |
| | Vots nuls                                | Vots nuls                           | Vots nuls                           | 3    | 0,95%    |          |
| Participació (vots vàlids més nuls)                                                                                          | Participació (vots vàlids més nuls)      | Participació (vots vàlids més nuls) | Participació (vots vàlids més nuls) | 316  | 84,72%** |          |
| Abstenció | Abstenció                                | Abstenció                           | Abstenció                           | 57*  | 15,28%** |          |
| Total cens electoral | Total cens electoral                     | Total cens electoral                | Total cens electoral                | 373* | 100 %**  |          |
| Alcalde: Agustín Martínez Torregrosa (Compromís) (15/06/2019) Per majoria absoluta dels vots dels regidors                   |                                          |                                     |                                     |      |          |          |
| Fonts: JEC, JEZ Alcoi, M. Interior, Periòdic Ara. (* No són vots sinó electors. ** Percentatge respecte del cens electoral.) |                                          |                                     |                                     |      |          |          |

### Alcaldia
Des de 2011 l'alcalde de Gaianes és Agustín Martínez Torregrosa de Compromís per Gaianes (Compromís).
| Període                       | Alcalde o alcaldessa        | Partit polític | Data de possessió | Observacions |
| ----------------------------- | --------------------------- | -------------- | ----------------- | ------------ |
| 1979–1983                     | Arturo Martínez Torregrosa  | AVEI           | 19/04/1979        | --           |
| 1983–1987                     | Arturo Martínez Torregrosa  | PSPV-PSOE      | 28/05/1983        | --           |
| 1987–1991                     | Arturo Martínez Torregrosa  | PSPV-PSOE      | 30/06/1987        | --           |
| 1991–1995                     | Arturo Martínez Torregrosa  | PSPV-PSOE      | 15/06/1991        | --           |
| 1995–1999                     | Arturo Martínez Torregrosa  | PSPV-PSOE      | 17/06/1995        | --           |
| 1999–2003                     | María Ballesteros Fajardo   | PSPV-PSOE      | 03/07/1999        | --           |
| 2003–2007                     | María Ballesteros Fajardo   | PSPV-PSOE      | 14/06/2003        | --           |
| 2007–2011                     | Ismael Seguí Hernàndez      | Bloc-EV        | 16/06/2007        | --           |
| 2011–2015                     | Agustín Martínez Torregrosa | Bloc-Compromís | 11/06/2011        | --           |
| 2015–2019                     | Agustín Martínez Torregrosa | Compromís      | 13/06/2015        | --           |
| 2019-2023                     | Agustín Martínez Torregrosa | Compromís      | 15/06/2019        | --           |
| Des de 2023                   | n/d                         | n/d            | 17/06/2023        | --           |
| Fonts: Generalitat Valenciana |                             |                |                   |              |

## Edificis i llocs d'interès
Del seu patrimoni:

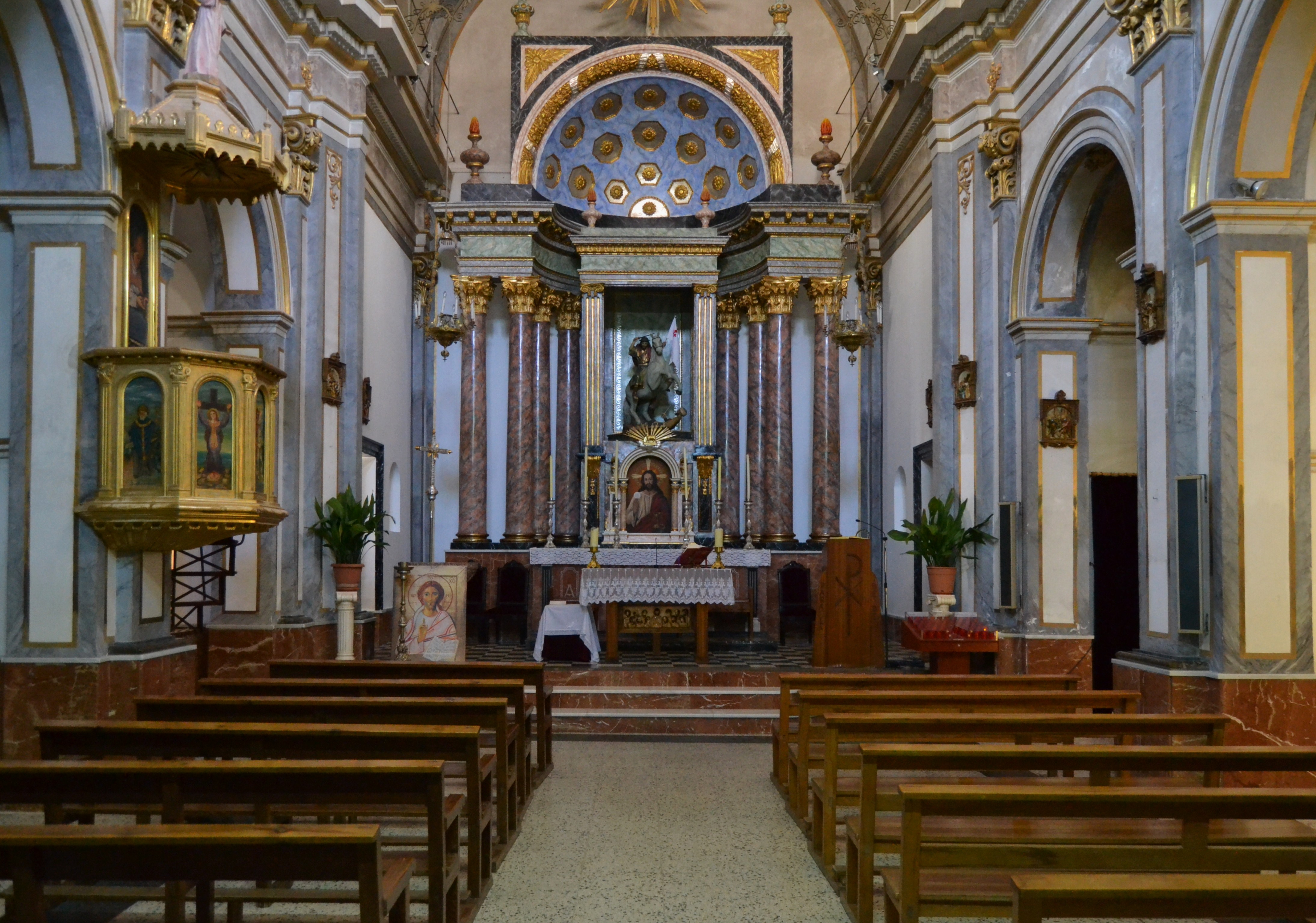
Interior de l'església de Sant Jaume

- Església de Sant Jaume apòstol. Aixecada en el segle xvi sobre l'antiga mesquita musulmana.
- Ajuntament. Instal·lat en una antiga casa pairal.
- El castell de Gaianes. Petita fortalesa encarregada de la vigilància del riu. Actualment es troba en ruïnes; només podem observar-hi la torre principal i alguns trossos de la muralla.
- Ermita de Sant Francesc de Paula.
- El castell del Benicadell.
- L'albufera de Gaianes.